# Saleilles
Saleilles (katalanisch: Salelles) ist eine französische Gemeinde mit 5724 Einwohnern (Stand: 1. Januar 2022) im Département Pyrénées-Orientales in der Region Okzitanien. Sie gehört zum Arrondissement Perpignan und ist Teil des Kantons La Côte Sableuse. Die Einwohner heißen Saleillencs.
Durch die Gemeinde führt die frühere Route nationale 114 (heutige D914).

## Geographie
Durch die Gemeinde führt der Fluss Réart. Umgeben wird Saleilles von den Nachbargemeinden Cabestany im Norden, Saint-Nazaire im Osten, Alènya im Südosten, Thèza im Süden und Perpignan im Westen.

## Geschichte
Im Jahr 927 wird der Ort, durch den die frühere Via Domitia führte, erstmals mit der Kirche Saint-Étienne erwähnt.

### Bevölkerungsentwicklung
| 1962                       | 1968 | 1975 | 1982 | 1990 | 1999 | 2006 | 2011 |
| -------------------------- | ---- | ---- | ---- | ---- | ---- | ---- | ---- |
| 469                        | 503  | 1280 | 2310 | 3293 | 3879 | 4320 | 4696 |
| Quellen: Cassini und INSEE |      |      |      |      |      |      |      |

## Sehenswürdigkeiten

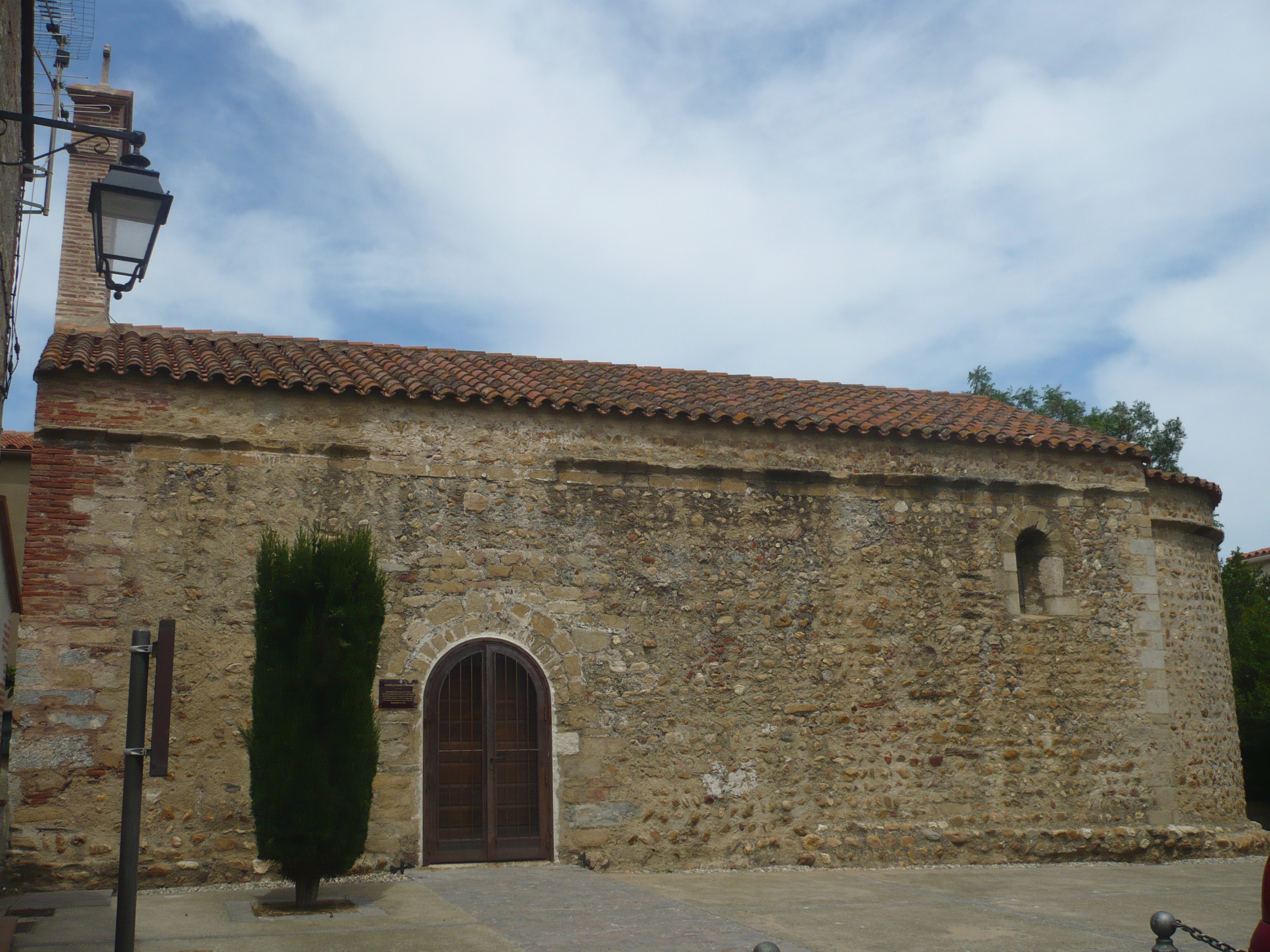
Frühere romanische Kirche Saint-Étienne

- Romanische Kirche Saint-Étienne, Bauwerk aus dem 12. Jahrhundert, im 20. Jahrhundert restauriert, heute als Kapelle genutzt, seit 1985 Monument historique
- Neogotische Kirche Saint-Étienne, Ende des 19. Jahrhunderts erbaut

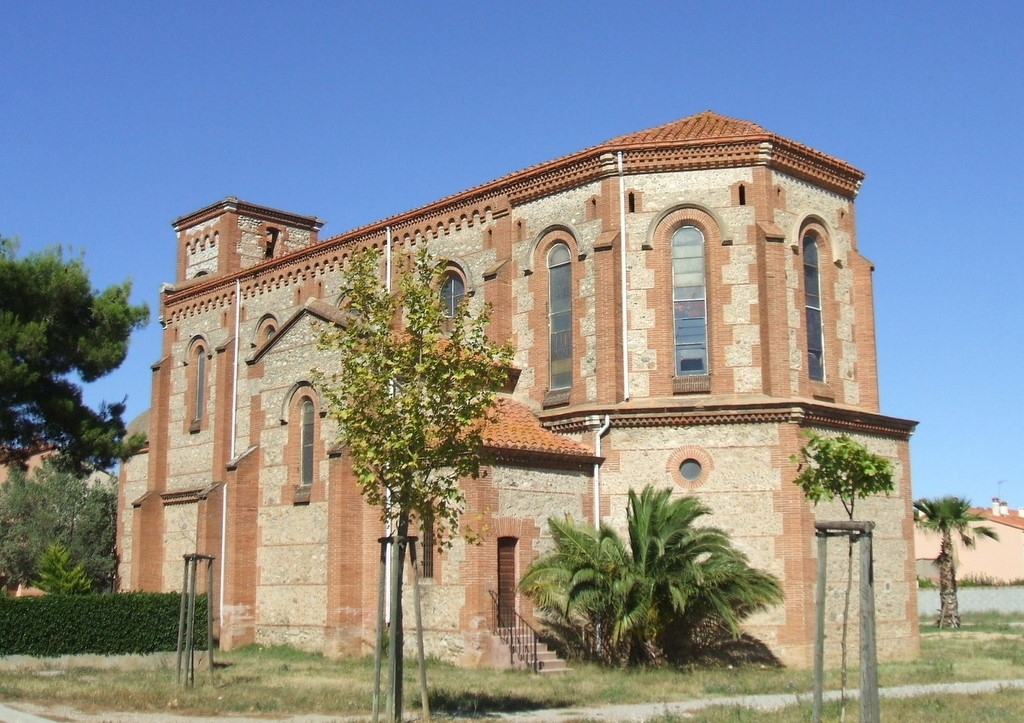
Neogotische Kirche Saint-Étienne

## Wirtschaft
Saleilles gehört zu den Weinbaugebieten Rivesaltes, Côtes du Roussillon und Muscat de Rivesaltes.

## Persönlichkeiten
- Mathieu Madénian (* 1976), Comedian